# Повне розфарбування

Повне розфарбування графа Клебша вісьмома кольорами. Кожна пара кольорів з'являється принаймні на одному ребрі. Ніяких повних розфабувань із більшим числом кольорів не існує — за будь-якого розфарбування в 9 кольорів деякі кольори можуть з'явитися тільки на одній вершині, і сусідніх вершин не вистачить, щоб залучити всі пари кольорів. Таким чином, ахроматичне число графа Клебша дорівнює 8.

У теорії графів повне розфарбування — це протилежність гармонійному розфарбуванню в тому сенсі, що це розфарбування вершин, у якому кожна пара кольорів зустрічається принаймні на одній парі суміжних вершин. Еквівалентно, повне розфарбування — це мінімальне розфарбування, в тому сенсі, що його не можна перетворити на правильне розфарбування з меншим числом кольорів злиттям двох кольорів. Ахроматичне число {\displaystyle \psi (G)} графа {\displaystyle G} — це найбільше число кольорів серед усіх повних розфарбувань графа {\displaystyle G}.

## Теорія складності
Знаходження {\displaystyle \psi (G)} є задачею оптимізації. Проблему розв'язності для повного розфарбування можна сформулювати як:
ДАНО: Граф {\displaystyle G=(V,E)} і додатне ціле число {\displaystyle k}
Питання: Чи існує розбиття множини вершин {\displaystyle V} на {\displaystyle k} або більше неперетинних множин {\displaystyle V_{1},V_{2},\ldots ,V_{k}} таких, що кожне {\displaystyle V_{i}} є незалежною множиною для {\displaystyle G} і таких, що для кожної пари різних множин {\displaystyle V_{i},V_{j},V_{i}\cup V_{j}} незалежною множиною не є.
Визначення ахроматичного числа є NP-складною задачею. Визначення, чи не буде ахроматичне число більшим від заданого числа є NP-повною задачею, як показали Янакакіс і Гаврил (Yannakakis, Gavril) 1978 року, перетворивши з задачі пошуку мінімального найбільшого парування.
Зауважимо, що будь-яке розфарбування графа з найменшим числом кольорів має бути повним розфарбуванням, так що мінімізація числа кольорів повного розфарбування є просто переформулюванням стандартної задачі розфарбовування графа.

## Алгоритм
Оптимізаційна задача допускає апроксимацію з гарантованою ефективністю {\displaystyle O\left(|V|/{\sqrt {\log |V|}}\right)}.

## Окремі випадки графів
Задача визначення ахроматичного числа залишається NP-повною також для деяких класів графів: двочасткових графів, доповнення двочасткових графів (тобто, графи, які не мають незалежної множини з більш ніж двома вершинами), кографи, інтервальні графи і навіть дерева.
Для доповнень дерев ахроматичне число можна обчислити за поліноміальний час. Для дерев задачу можна апроксимувати зі сталим коефіцієнтом.
Відомо, що ахроматичне число n-вимірного графа гіперкуба пропорційне {\displaystyle {\sqrt {n2^{n}}}}, але точний коефіцієнт пропорційності невідомий.